# Bertha Valkenburg
Lijmberta "Bertha" Aaltje Valkenburg (1862-1929) foi uma artista holandesa.

## Biografia
Valkenburg nasceu a 5 de janeiro de 1862 em Almelo, filha do pintor Hendrik Valkenburg. Frequentou a Rijksakademie van beeldende kunsten (Academia Estatal de Belas Artes) e a Rijksnormaalschool voor Teekenonderwijzers (Escola Normal Nacional para Professores de Desenho). Ela estudou com August Allebé. Em 1910 ela casou-se com Hendrik Willem Adriaan Krook van Harpen e foi membro da Arti et Amicitiae e da Genootschap Kunstliefde.
Valkenburg faleceu a 1 de março de 1929 em Laren, Holanda do Norte.

## Galeria

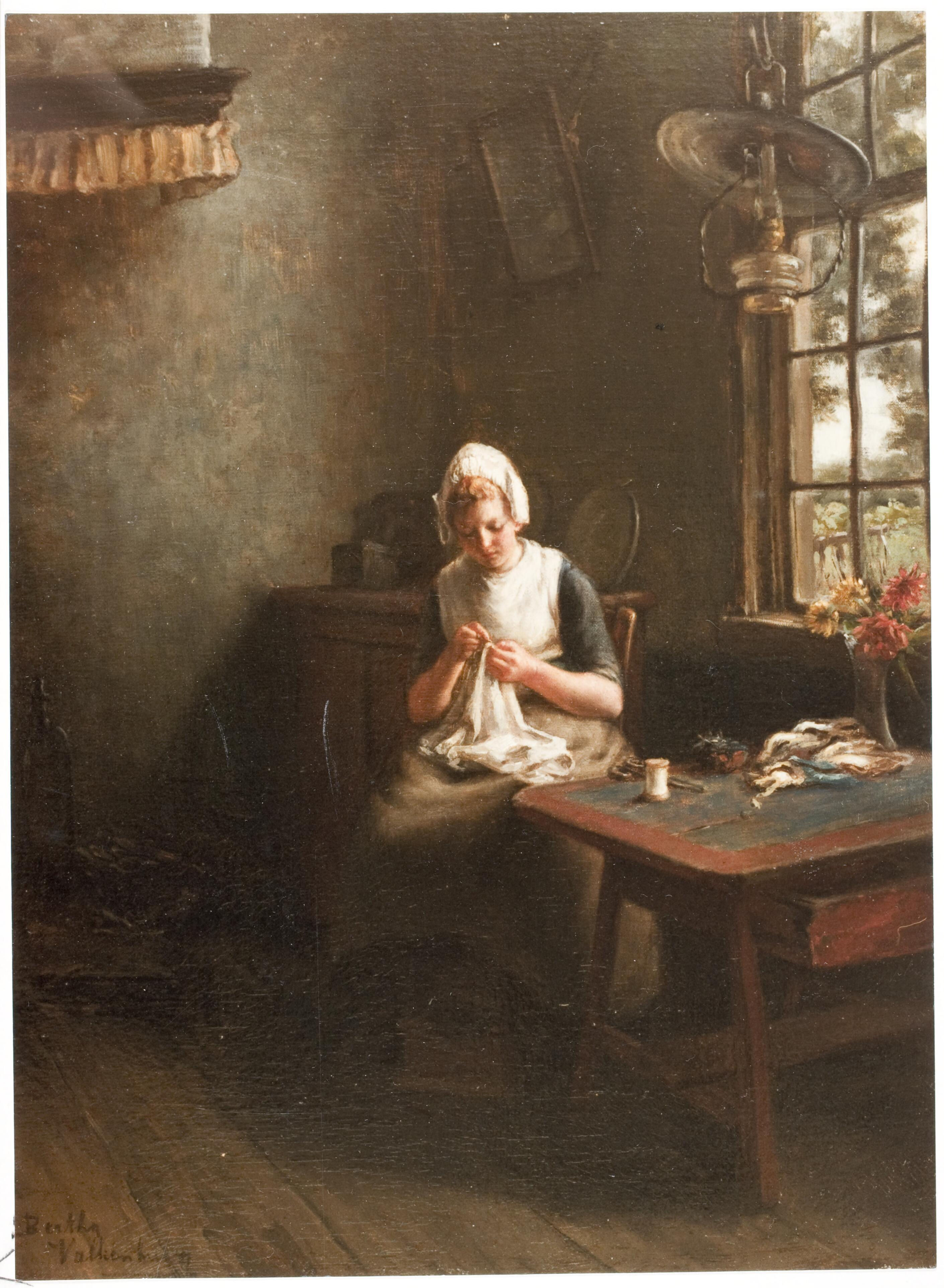
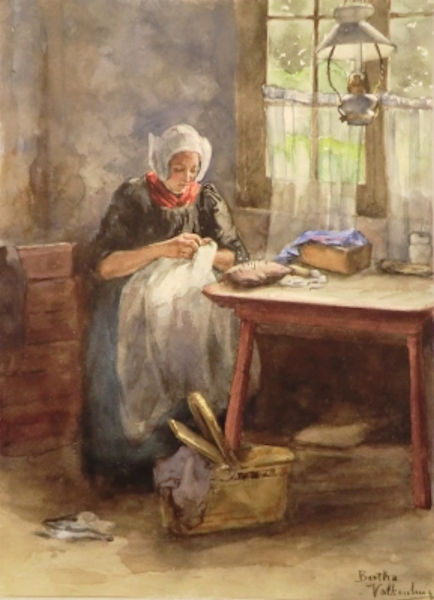